# Lucio Arruncio (cónsul 6)
Lucio Arruncio el joven (en latín: Lucius Arruntius) fue un prominente senador romano que desarrolló su carrera bajo los imperios de Augusto y Tiberio, alcanzando el honor del consulado en el año 6. Era el heredero de una distinguida familia senatorial y su padre Lucio Arruncio había sido cónsul en el año 22 a. C.

## Biografía
Arruncio era uno de los favoritos de Augusto y uno de los senadores más respetados en el Senado, de manera que fue el que presentó en esta institución la moción que determinaba los honores que se debían tributar a Augusto después de su muerte en 14.
En el año 15, junto con el senador Cayo Ateyo Capitón estaba encargado de la comisión de mejora de las orillas del río Tíber. En el año 20, Calpurinio Pisón, acusado de la muerte de Germánico declinó el ofrecimiento de Arruncio de defenderlo. En 21 tomó partido por Lucio Sila en su disputa con Corbulón.
En el año 6, fue designado consul ordinarius junto con Marco Emilio Lépido.
En el año 25, Tiberio lo nombró gobernador de la provincia Hispania Citerior Tarraconensis, puesto que ocupó hasta el año 34, cuando Tiberio empezó a desconfiar de él, por instigación de sus favoritos y sucesivos Prefectos del Pretorio Sejano y Nevio Sutorio Macro, quienes le sometieron a un proceso, que Arruncio logró ganar. Sin embargo, en el año 37, poco antes del fallecimiento de Tiberio, se le acusó de ser amante de Albucila, siendo sometido a proceso, y, como no podía esperar clemencia ni de Tiberio ni de su sucesor Calígula, se suicidó.
Antes, había adoptado al hijo de Marco Furio Camilo, el futuro usurpador frente a Claudio Lucio Arruncio Camilo Escriboniano y, tal vez, abuelo del prefecto de Roma, Lucio Arruncio, hijo de Lucio, Escriboniano.
Fue enterrado en la tumba familiar en Roma.